# 河中縣 (交阯)
河中縣，是明代交阯承宣布政使司清化府愛州下轄的一個縣，治所當在今越南河中縣。

## 沿革
- 秦屬象郡、漢屬九真郡、孫吳分屬九德郡，隋屬愛州、唐為愛州地[2]。
- 永樂五年（1407年）六月癸未朔置，屬清化府[3]。
- 永樂十三年八月二十三日，併入愛州[4]。